# الصوامع (النادرة)

تعديل مصدري - تعديل

الصوامع محلة تابعة لقرية الاعروم، التابعة لعزلة المفتاح الاعلى بمديرية النادرة إحدى مديريات محافظة إب في الجمهورية اليمنية، بلغ تعداد سكانها 91 حسب تعداد اليمن لعام 2004.